# ديف بوكوالد
ديف بوكوالد (بالإنجليزية: Dave Buchwald)‏ هو مونتير أمريكي، ولد في 4 سبتمبر 1970.

## وصلات خارجية
- ديف بوكوالد على موقع IMDb (الإنجليزية)
- ديف بوكوالد على موقع قاعدة بيانات الفيلم (الإنجليزية)